# Tilbage til fremtiden III
Tilbage til fremtiden III (originaltitel: Back to the Future Part III) er en science fiction/westernfilm fra 1990. Det er den sidste film i trilogien.

## Handling
Doc er rejst til 1885, i det vilde vesten. Marty har fået et brev af ham, men det varer ikke længe før Marty finder ud af, at Doc vil blive skudt i ryggen af Tannen (Gale Hund).
Nu må Marty rejse tilbage i tiden, for at redde sin ven Doc, men det er ikke altid let at komme fra fremtiden. Inden Marty ved af det, er han indblandet i en dyst mod den onde Tannen.